# Han Hong
 (février 2015).
Si vous disposez d'ouvrages ou d'articles de référence ou si vous connaissez des sites web de qualité traitant du thème abordé ici, merci de compléter l'article en donnant les références utiles à sa vérifiabilité et en les liant à la section « Notes et références ».
Han Hong (nom de scène, chinois simplifié : 韩红 ; pinyin : hán hóng, nom de naissance : yangchen drolma tibétain : དབྱངས་ཅན་སྒྲོལ་མ་, Wylie : dbyangs can sgrol ma, pinyin tibétain : Yangjian Zhuoma, THL : yangchen drolma), née le 26 septembre 1971 dans le district de Karuo à Chamdo (ou Changdu), est une célèbre chanteuse chinoise d'origine tibétaine, dont la renommée vient de l'interprétation de chansons comme Plateau tibétain (西藏高原, xīzàng gāoyuán, sur l'album Xingle (《醒了》, xǐngle, « éveil »), chanson tibétaine célèbre dans toute la Chine, et plus récemment, la route du ciel (天路, tiānlù, sur l'album Gandong (《感动》, gǎndòng, « émue »), décrivant le désenclavement que va amener la nouvelle ligne de chemin de fer Pékin-Lhassa. Elle est également une compositrice qui s'est spécialisée dans la musique folklorique chinoise. 

## Biographie
Née à Chamdo, Han Hong a hérité des talents de chanteuse de sa mère. Lorsqu'elle était toute jeune, elle avait pour habitude d'observer sa mère, une chanteuse tibétaine renommée, danser et chanter sur scène. Elle aspirait également à faire des représentations devant de larges auditoires.
Elle commence sa carrière dans la chanson en 1988.
En 1995, elle écrit Himalaya (《喜马拉雅》), qui lui fait gagner le premier prix au jeu-concours Dasai tongjiang (大赛铜奖) à la télévision centrale de Chine.
Début 1997, elle sort son premier album solo : 《雪域光芒》.
Fin 2003, elle gagne les deux premiers prix d'interprétation musicale féminine 「最受歡迎女歌手」 et 「最佳女歌手」, plus hautes distinctions chinoises.
La veille de Noël 2003, elle donne son premier concert solo, au Capital Gymnasium, où elle interprète, avec sa mère, La montagne d'or de Pékin, une chanson chantée par sa mère dans les années 1950.
Elle donne un second concert solo, à Shanghai, en août 2005.
Han Hong a écrit et interprété la chanson thème du film d'action Le Talisman du réalisateur d'Hong Kong Peter Pau ayant pour vedette Michelle Yeoh. Ce thème musical combine des éléments de la musique tibétaine folklorique traditionnelle à de la musique pop, la chanson est interprétée en tibétain.
Vedette incontestée de la pop chinoise, elle est invitée à tous les grands spectacles télévisés nationaux.
Elle compte parmi les nombreux chanteurs de la chanson Beijing huanying ni (《北京欢迎你》, běijīng huānyíng nǐ, « Pékin te souhaite la bienvenue »), la chanson d'accueil des Jeux olympiques de Pékin de 2008.
Sa façon de chanter est caractéristique du chant tibétain. Elle a un registre très étendu, étant capable de passer librement de tons graves à des tons extrêmement aigus. Elle a dit une fois que si elle n'avait pas été fascinée par la musique pop, elle serait devenue une chanteuse folklorique tibétaine.
En 2016, elle proteste contre l'arrestation de son ami le cinéaste Pema Tseden.

## Discographie

### Albums majeurs
- 1998 《雪域光芒》, xuěyù guāngmáng, « Le pays de la neige radieuse » ;
- 2001 《醒了》, xǐngle, « éveil » ;
- 2002 《歌唱》, gēchàng, « chanson » ;
- 2002 《情人》, qíngrén, « chéri » ;
- 2003 《紅》, hóng, « rouge » ;
- 2003 《喜瑪拉雅》, xǐmǎlǎyǎ, « Himalaya » ;
- 8 avril 2004 《最红》, zuìhóng, « le plus rouge » ;
- 30 avril 2005 《感动》, gǎndòng, « émouvoir » ;
- 2010 《听我的声音》, tīng wǒ de shēngyīn, « écoute mon son ».
- 2016 《我爱故我在》, wǒ ài gùwǒ zài, « j'aime mon ancien temps »